# Pik Botha
Pour les articles homonymes, voir Botha.
Roelof Frederik Botha, dit Pik Botha (né le 27 avril 1932 à Rustenburg dans le Transvaal et mort le 12 octobre 2018 à Pretoria) est un homme politique afrikaner d'Afrique du Sud.
Membre du parlement pour la circonscription de Wonderboom (1970-1974), de Westdene (1977-1994) et du Gauteng (1994-1996), ministre des affaires étrangères de 1977 à 1994 puis ministre des mines et de l'énergie de 1994 à 1996, il fut membre du Parti national (1970-1998). Pik Botha a été ministre sous les gouvernements de John Vorster, de Pieter Botha, de Frederik de Klerk et de Nelson Mandela.

## Surnom
Au début de sa carrière diplomatique, Roelof Frederik Botha a acquis le surnom de Pik - abréviation en afrikaans de pikkewyn (manchot) - parce que sa posture ressemblait à celle de cet oiseau de mer, chaque fois qu'il portait un costume.

## Biographie

### Enfance et études
R. F. Botha est le fils d'un directeur d'école afrikaner. À l'âge de quatre ans, il est victime d'une méningite à Lourenço Marques et est soigné dans un petit hôpital de Barberton dans l’est du Transvaal (l'actuel Mpumalanga).
Scolarisé à l'école primaire Paul Kruger de Potchefstroom puis au lycée afrikaans de la ville (Hoër Volkskool). Pik Botha excelle à l'école secondaire, devient président de la société de débats, le capitaine de l'équipe de rugby et officier dans les cadets de l'école. Il poursuit des études de droit à l'université de Pretoria.

### Carrière diplomatique
En 1953, Pik Botha rejoint le département sud-africain des Affaires étrangères, commençant sa carrière dans le service diplomatique.
En 1956, il est 3e secrétaire à la mission diplomatique à Stockholm en Suède.
En 1960, il est en poste à Cologne en Allemagne.
De 1963 à 1966, il est membre de l'équipe juridique représentant l'Afrique du Sud devant la Cour internationale de justice de La Haye face aux représentants de l’Éthiopie et du Liberia qui contestent le mandat sud-africain sur le Sud-Ouest africain.
En 1966, Botha devient le conseiller juridique du département des affaires étrangères. À ce titre, il est membre jusqu'en 1974 de la délégation sud-africaine aux Nations unies, chargé du Sud-ouest africain.

### Les débuts de sa carrière politique
Lors des élections générales anticipées du 22 avril 1970, Pik Botha se présente sous les couleurs du parti national au pouvoir dans la circonscription de Wonderboom dans le Transvaal où il bat le député sortant Willie Marais, membre du parti d'extrême droite Parti national reconstitué. Marais avait quitté le Parti National en octobre 1969 pour protester contre l'autorisation du premier ministre John Vorster à la venue de joueurs et de spectateurs Maoris lors de la tournée de l'équipe nationale de rugby de Nouvelle-Zélande en Afrique du Sud.
Dans une de ses premières interventions au Parlement, Pik Botha s'affiche comme réformiste en demandant que l'Afrique du Sud adhère à la charte des droits de l'homme des Nations unies.

### Du diplomate de carrière au chef politique de la diplomatie

#### Représentant de l'Afrique du Sud aux Nations unies et aux États-Unis
En 1974, Pik Botha est promu ambassadeur aux Nations unies mais un mois après avoir présenté ses lettres de créance, l'Afrique du Sud est suspendue de l'Assemblée générale des Nations unies (tout en restant membre de l'ONU). L'Afrique du Sud conserve une légation et son drapeau continue d'être déployé devant le siège des Nations unies à New York mais le pays est privé de l'exercice de ses droits d'interventions et de vote sur les affaires du monde à l'Assemblée générale (mais il peut intervenir au conseil de sécurité sur les affaires concernant l'Afrique du Sud).
En 1975, Pik Botha est nommé ambassadeur extraordinaire aux États-Unis combiné avec la fonction de représentant permanent aux Nations unies. Son style se révèle au grand public et il acquiert une grande popularité parmi les Blancs sud-africains.

#### Ministre des Affaires étrangères d'Afrique du Sud (1977-1994)
Sa carrière politique décolle en avril 1977 quand John Vorster le nomme ministre des Affaires étrangères et que Pik Botha est élu un mois plus tard au parlement dans la circonscription de Westdene où, avec 9 126 voix et 93 % des suffrages (un record électoral), il est triomphalement élu contre Jackie Nel (652 voix, 6 %), le candidat du parti national reconstitué.
En 1978, représentant la tendance réformiste du parti national, très populaire chez les Blancs sud-africains (un sondage d'opinion révélait qu'il avait 83 % d'opinion favorable) et considéré comme le favori de John Vorster, Pik Botha se présente une première fois à la présidence du parti national et de facto à celui de premier ministre d'Afrique du Sud. Il fait alors face à Pieter Botha, président du parti national dans la province du Cap, et au conservateur Connie Mulder, président du parti national dans le Transvaal. N'ayant obtenu que 22 voix, Pik Botha (46 ans) est éliminé au premier tour de scrutin, notamment parce qu'il est encore relativement assez jeune, qu'il très réformiste dans un contexte de crispation politique, et que son expérience ministérielle et parlementaire est limitée (il n'était ministre des affaires étrangères que depuis 16 mois). Il apporte finalement son soutien à Pieter Botha qui est élu premier ministre.
Pik Botha mena une action conjointe avec Frederik de Klerk pour évincer Andries Treurnicht de la présidence de la fédération du parti national dans le Transvaal et ainsi railler la majorité des élus du parti national de cette région très conservatrice à la réforme constitutionnelle du premier ministre Pieter Botha instaurant un parlement tricaméral ce qui conduira Treurnicht et 22 autres parlementaires à quitter le parti national pour créer le Parti conservateur d'Afrique du Sud en 1982.
En 1984, il est l'artisan de la signature de l'accord de Nkomati avec Samora Machel, le président du Mozambique.
Il œuvre également au règlement du contentieux du Sud-Ouest Africain et à la cessation des hostilités en trouvant un accord général avec l'Angola et Sam Nujoma.
Cependant, malgré toute son habileté, les relations diplomatiques de l'Afrique du Sud avec les pays occidentaux se détériorèrent en 1985 avec le rappel de l'ambassadeur américain et de l'ambassadeur français, la suspension des lignes aériennes avec un certain nombre de pays d'Europe du nord et les États-Unis.
En 1985 Pik Botha a rédigé un discours qui devait annoncer la libération de Nelson Mandela mais qui a été rejeté par le président Pieter Botha [réf. nécessaire].
En 1986, il déclare à un journaliste allemand qu'il envisage de servir un jour un président noir en Afrique du Sud. Il est immédiatement désavoué par le président Pieter Botha et doit admettre que cette perspective n'est pas la politique du gouvernement.
En décembre 1988, Pik Botha accompagné du ministre de la Défense, Magnus Malan, paraphèrent à Brazzaville au Congo, un protocole de paix avec les Angolais et les Cubains concernant le Sud-Ouest africain/Namibie sous les auspices du président Denis Sassou-Nguesso.
Le 21 décembre 1988, la délégation sud-africaine menée par Pik Botha en route pour New York annula à la dernière minute sa réservation sur le vol Pan Am 103 effectuant la liaison entre Londres et New York. Ils échappèrent ainsi à la mort car l'avion et ses passagers furent victimes d'un attentat (explosion de l'avion au-dessus de la ville de Lockerbie, en Écosse). Le 22 décembre 1988, Pik Botha signa l'accord tripartite (Angola, Cuba et Afrique du Sud) au siège de l'ONU à New York permettant l'application de la résolution 435 concernant l'indépendance de la Namibie.
En 1989, il se représente à la direction du parti cette fois contre Frederik de Klerk, Chris Heunis et Barend du Plessis, il est de nouveau éliminé dès le premier tour de scrutin. C'est finalement au troisième tour de scrutin que Frederik de Klerk l'emporte de justesse avec 69 voix contre 61 à Barend du Plessis.
En mai 1990, il rencontre pour la première fois Nelson Mandela : « Nelson Mandela a résumé brillamment notre histoire et raconté en détail comment 27 000 femmes et enfants afrikaners ont été exterminés dans les camps de concentration des Anglais. Et puis il m'a demandé comment, après avoir vécu tout cela, notre peuple pouvait infliger la même chose aux communautés de couleur ? Je n'ai pas pu répondre. À ce jour, je n'ai pas de réponse à lui donner. Il n'y a pas d'excuse. Ce que nous faisions n'était pas bien. » Durant les 5 ans qui suivent, il devient un ardent défenseur des négociations constitutionnelles et ne ménage pas ses efforts durant le référendum de mars 1992 pour demander aux Sud-Africains blancs d'approuver cette politique.
De 1992 à 1994, il préside la branche du parti national de la province du Transvaal avant d'en être de 1994 à 1996 le chef de la branche régionale dans la nouvelle province du Gauteng.

### De l'unité nationale au soutien critique et provisoire à l'ANC

#### Ministre de l'énergie (1994-1996)
En mai 1994, Pik Botha devient ministre de l'Énergie dans le nouveau gouvernement d'Union nationale dirigée par Nelson Mandela.
En mai 1996, le retrait du parti national du gouvernement met fin à sa carrière ministérielle.

#### Le ralliement à Thabo Mbeki
Après son opération le 1er mai 1998 du cancer de la prostate, Nelson Mandela, alors président, vient le voir : « Quand je me suis réveillé, c'est Nelson Mandela qui me tenait la main. […] Nous ne le connaissions pas. Nous ne savions pas quel genre d'homme il était. Alors on l'a oublié pendant vingt-sept ans en prison. Espérons que cela nous serve de leçon ».
En 1999, Pik Botha soutient Thabo Mbeki et appelle à voter pour l'ANC mais ne rejoint pas pour autant le parti. Par la suite, il a exprimé de récurrentes critiques concernant la politique de discrimination positive menée par les gouvernements successifs qu'il estime abusive. Il déclare en 2007 que jamais le gouvernement de Klerk n'aurait signé l'accord constitutionnel avec l'ANC qui a mené aux élections générales sud-africaines de 1994 s'il avait su que la discrimination positive serait ensuite au centre des politiques menées par l'ANC.

#### Décès
Malade et hospitalisé quelques jours en septembre 2018, Pik Botha meurt durant son sommeil dans la nuit du 11 au 12 octobre 2018.

### Vie privée
Pik Botha s'est marié en 1953 à Helena Susanna Bosman (morte en 1996) avant d'épouser Ina Joubert en avril 1998. Il est le père de quatre enfants dont le musicien, Piet Botha.